# مقاطعة تشيرنيفتسي

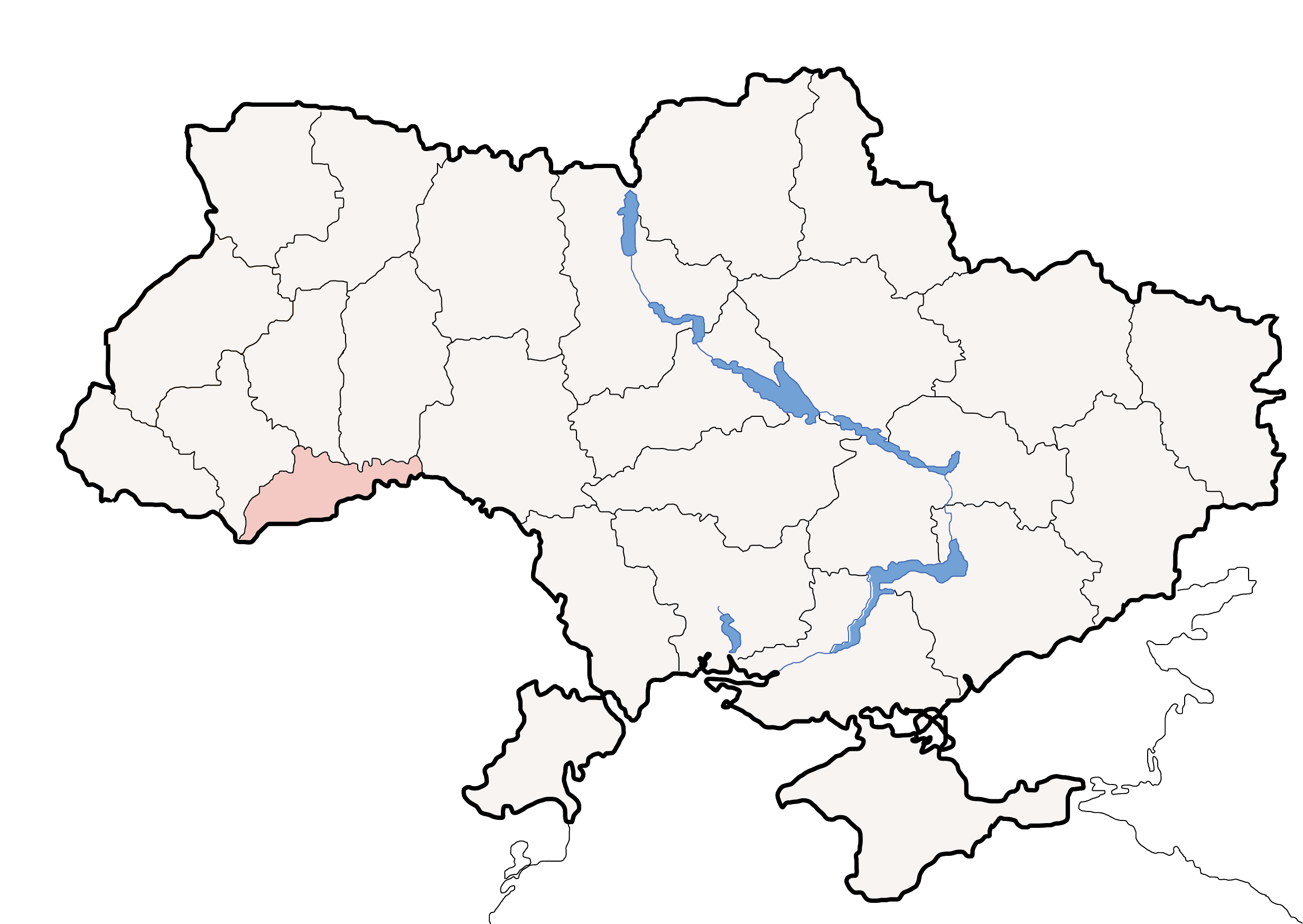
موقع مقاطعة تشيرنيفتسي

مقاطعة تشيرنيفتسي أو شِرنِفِتسَة أُبلَست (بالأوكرانية: Чернівецька область)، (بالرومانية: Regiunea Cernăuţi) هي أُبلَست (مقاطعة) في غرب أوكرانيا. تعد تشيرنيفتسي واحدة من أفقر مقاطعات البلاد، ويبلغ عدد سكان المنطقة 913,275 (اعتبارًا من 1 مايو 2004) وتغطي مساحة 8,100 كم².

## وصلات خارجية
- مجلس تشيرنيفتسي (الموقع الرسمي)

(بالأوكرانية)